# Gewöhnlicher Ameisendieb
Der Gewöhnliche Ameisendieb oder die Ameisenfressende Plattbauchspinne (Callilepis nocturna) ist eine Spinne aus der Familie der Plattbauchspinnen (Gnaphosidae). Markante Merkmale der paläarktischen Art sind ihr Aussehen und ihre Lebensweise: Sie ernährt sich ausschließlich von Ameisen.

## Merkmale

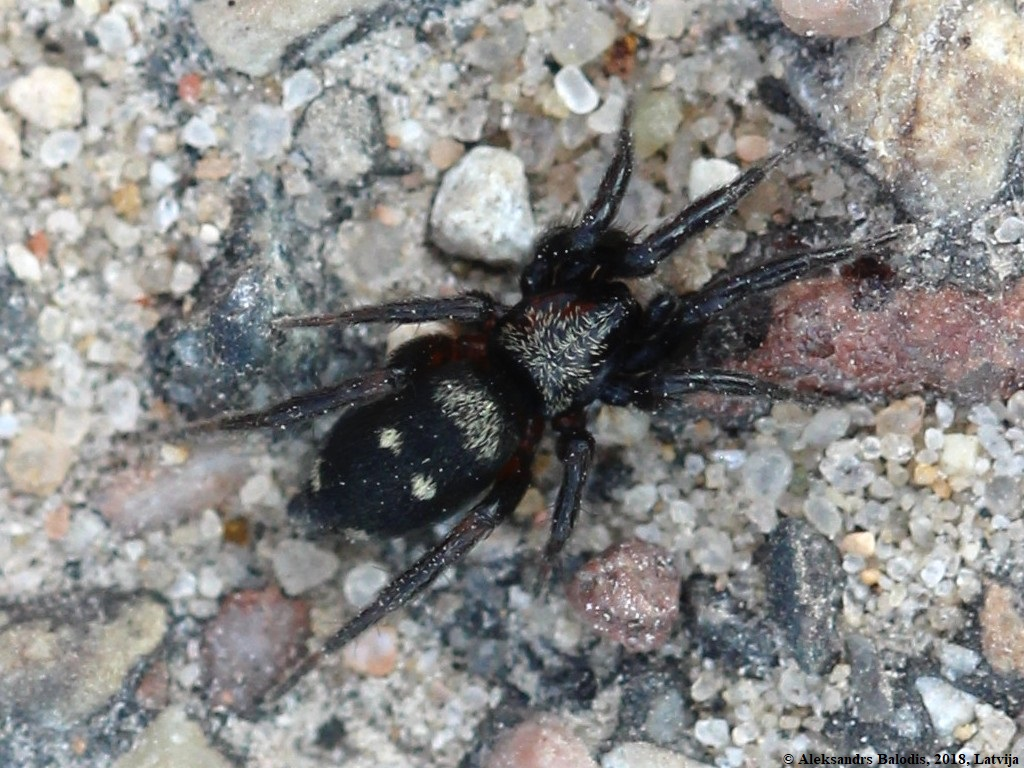
Draufsicht eines Weibchens

Weibchen des Gewöhnlichen Ameisendiebs erreichen eine Körperlänge von vier bis sechs Millimetern, Männchen werden vier bis fünf Millimeter lang. Die Art besitzt eine schwarzbraune bis gänzlich schwarze Grundfarbe.
Durch silberne oder goldglänzende Haare erhält der Gewöhnliche Ameisendieb ein auffälliges Muster, das nahezu das gesamte Prosoma mit dem dunkelbraunen Sternum einnimmt und beim Opisthosoma vorne zuerst aus einer Querbinde und vier dahinter auftretenden rundlichen Flecken, davon zwei etwas über dem Zentrum und die anderen zwei fast am Ende des Opisthosomas. Gerade bei älteren Exemplaren kann die Färbung oft abgerieben in Erscheinung treten, wodurch die Muster undeutlich werden.
Der Gewöhnliche Ameisendieb verfügt über gut entwickelte Augen. Die vorderen Seitenaugen sind größer als die vorderen Mittelaugen, während die hinteren Mittelaugen länglich und quer liegend angeordnet sind. Die Beine besitzen eine hell- oder rotbraune bis braune Färbung, die am Ende der Beine dunkler ausfällt.

### Ähnliche Arten
Der Gewöhnliche Ameisendieb ähnelt besonders dem gattungsverwandten Bunten Ameisendieb (Callilepis schuszteri) und lässt sich von diesem nur durch genitalmorphologische Merkmale sicher unterscheiden. Die Epigyne des Bunten Ameisendiebs ist, anders als beim Gewöhnliche Ameisendieb, am vorderen bogenförmigen Rand in der Mitte nicht unterbrochen.

## Vorkommen
Der Gewöhnliche Ameisendieb besitzt ein großes Verbreitungsgebiet, das von Europa bis in viele Teile Asiens, darunter der Kaukasus, Russland (europäischer bis östlicher Teil), Kasachstan, China und Japan, reicht.

### Lebensräume
Als Habitate kommen warme und offene Stellen, etwa Trockenrasen, Weinberge, sonnige Waldränder und auch besonnte Bereiche von Steinhaufen, in Frage. In den Alpen kommt die Art bis in eine Höhe von fast 2000 Metern vor. Zusammen mit dem Bunten Ameisendieb ist der Gewöhnliche Ameisendieb eine der beiden Arten der Ameisendiebe (Callilepis), die auch in Deutschland vorkommen.

### Bedrohung und Schutz
In Deutschland kommt der Gewöhnliche Ameisendieb außer im Norden in weiten Gebieten vor. Er wird in der Roten Liste gefährdeter Tiere, Pflanzen und Pilze Deutschlands als „ungefährdet“ geführt.

## Lebensweise

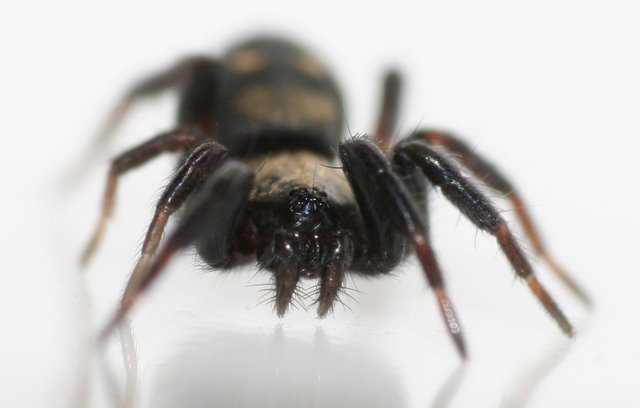
Detailaufnahme eines Weibchens

Der Gewöhnliche Ameisendieb zählt, anders als es der wissenschaftliche Artname nocturna (deutsch: nächtlich) vermuten ließe, zu den tagaktiven Plattbauchspinnen. Die Nacht verbringt er in einem Gespinstsack, den er unter Steinen anlegt.

### Jagdverhalten und Beutefang
Wie beim Bunten Ameisendieb und anderen spezialisierten Arten der Gattung besteht die Nahrung des Gewöhnlichen Ameisendiebes ausschließlich aus Ameisen. Diese jagt er ohne Netz und sucht sie aktiv auf. Befindet sich eine Ameise in kurzer Distanz, springt die Spinne sie an und beißt in die Basis eines Fühlers. Während des Angriffs befestigt sie einen Spinnfaden an der Ameise und hindert sie dadurch an der Flucht. Dann weicht sie zurück, und nach etwa einer Minute ist die Ameise durch den Giftbiss gelähmt. Eine ähnliche Jagdstrategie wird auch von vielen anderen Plattbauchspinnen angewandt.
Der Gewöhnliche Ameisendieb trägt die gelähmte Ameise in ein mit einem leichten Gespinst ausgekleidetes Versteck und saugt sie aus. Er jagt lediglich in den Mittags- bis in die frühen Nachmittagsstunden (etwa 12 bis 14 Uhr).

### Fortpflanzung
Die Paarungszeit des Gewöhnlichen Ameisendiebs ist überwiegend auf Juni beschränkt. Ein Männchen ortet ein Weibchen durch ihre gesponnenen Wegfäden. Es wird vermutet, dass paarungswillige Weibchen die Fäden mit einem Lockstoff (Pheromon) versehen, der sich nach wenigen Minuten wieder verflüchtigt. Kurze Zeit nach der Paarung stirbt das Männchen.
Das Weibchen stellt einige Zeit nach der Paarung mehrere kreisrunde, bis zu sieben Millimeter große Eikokons her, die jeweils bis zu sechs Eier enthalten. Die Kokons werden vom Weibchen, anders als bei anderen Glattbauchspinnen, nicht bewacht. Ausgewachsene Exemplare des Gewöhnlichen Ameisendiebs sind von März bis September auffindbar.

## Systematik
Carl von Linné beschrieb 1758 den Gewöhnlichen Ameisendieb erstmals als Aranea nocturna (der Gattung Aranea wurden damals alle Spinnen zugeteilt). Niklas Westring errichtete 1874 die Gattung Callilepis und ordnete Filistata maculata in die noch heute gültige Gattung ein, sodass fortan die Bezeichnung Callilepis maculata als aktuell galt. Władysław Kulczyński erkannte 1874 die Zugehörigkeit zu Callilepis und ordnete sie unter dem noch heute gültigen Namen Callilepis nocturna in diese Gattung ein.